# Trokæ
En trokæ (græsk: trochaios, løber) er en versefod, der består af én betonet stavelse efterfulgt af én ubetonet stavelse (-.). Ordet trokæ er ikke selv en trokæ, men i stedet en jambe.

## Eksempler på ord, der ertrokæer
- krone
- plante
- jambe
- lygte
- plade
- spade
- gade